# Руми Райк
Румяна Савова, известна и с псевдонима си Руми Райк, е българска писателка на книги за деца и възрастни.

## Биография
Родена в гр. София. Завършва Софийския университет „Св. Климент Охридски“. Магистър по „Теология“ в Богословски факултет и магистър по „Виртуална култура“ във Философския факултет. Майстор на художествения занаят керамика. Пътешественичка и планинарка. Практикува скално катерене.
Омъжена, с дъщеря.

## Творчество
Руми Райк се изявява в областта на литературата от ранна възраст, първата ѝ публикация е на 13 г. възраст във в-к „Септемврийче“. През годините е публикувала и/или сътрудничила на редица издания, между които в-к „Средношколско знаме“, сп. „Родна Реч“, в-к „Българска армия“, в-к „Демокрация“, сп. „Младеж“, сп. „Усури“, сп. „Хляб+“, в-к. „Патриот“, в-к „Литературен вестник“, в-к „Сега“, сп. „Кула“, сп. „Море“, литературен Алманах „Бургас“ и мн. др. В юношеските си години се изявява като детска радиоводеща и участва в радиогрупа деца, с участия в предавания и пиеси към програмите „Хоризонт“ и „Христо Ботев“ на БНР.
Автор на две стихосбирки, една енциклопедия и на много детски книги, между които авторската поредица „Приказчици в рими“, ИК „ПАН“. Дебютната ѝ стихосбирка „Графитени очи“, е представена от поетите Бойко Ламбовски и Илко Славчев в „Славянска беседа“ през 1994 г., и обхваща ранното ѝ творчество – 13 г.-18 г. възраст. Предговорът на втората ѝ стихосбирка „къРвящо съРце“, е дело на Валери Калонкин.
Авторката е включена в редица антологии, сборници и учебни помагала. Книгите ѝ се радват на успех, и част от тях, като „Коледни звънчета“, „Котето Кики“ и др., са преиздавани. Румяна Савова – Руми Райк, е автор на Химна на скаутското движение в България.
Още една от книгите на ИК „Пан“, сборникът „Коледа любима“ (2011 г.), в който са включени едни от най-хубавите стихотворения за зимата и Коледа, от 19 български поети, между които и Руми Райк, също е включван в учебните занимания по книжката, в групата с най-малките дечица.
Книги на писателката са притежание на почти всички големи, и на множество по-малки библиотеки в страната, както и някои в чужбина, като библиотеката на първото българско училище „Елин Пелин“ в Хюстън, щата Тексас.
Основател и съорганизатор на литературен кръг „Клуб 12“ и първата ръкописна книга „12:21“.

### Книги за деца
- „Червена бебешка книжка“ (2001 г., издателство „Алекс“)
- „Жълта бебешка книжка“ (2001 г., издателство „Алекс“)
- „Радостта на мечо“ (2001 г., издателство „Алекс“)
- „Зимна книжка“ (2002 г., издателство „Алекс“)
- „Конче-вихрогонче“ (2002 г., Издателство „Фют“)
- „Зайова къщурка“ (2001 г., ИК „ПАН“)
- „Коледни звънчета“ (2007 г., ИК „ПАН)
- „Котето Кики“ (2008 г., ИК „ПАН“)
- „Мечето Боби“ (2008 г., ИК „ПАН“)
- „Зайчето Рики“ (2009 г., ИК „ПАН“)[4]
- „Мишлето Мишунчо“ (2010 г., ИК „ПАН“)
- „Уча цифрите с гатанки и стихотворения" (2013 г., ИК „ПАН“)
- „Косе Босе", поредица „Приказки в рими от най-добрите български поети“ (2014 г., ИК „ПАН“)
- „Плодове и зеленчуци – гатанки, интересни факти и идеи за хапване“ (2015 г., ИК „ПАН“)
- „Моето другарче азбукарче“ (2015 г., ИК „ПАН“)
- „За животните любими – приказчици в рими“ (2020 г., ИК „ПАН“)

### Детски сборници и антологии
- „Най-хубавите стихотворения за Коледа“ – Антология „Избрано“ (2010 г., ИК „ПАН“)
- „Коледа Любима“ (2011 г., ИК „ПАН“)
- „Моята първа книга за Коледа“ – Антология избрани стихотворения, разкази и приказки от български писатели (2012 г., ИК „ПАН“)
- „Зима Любима“ – Сборник стихове и гатанки (2015 г., ИК „ПАН“)
- „Коледа в Гората“ – Сборник избрана поезия от 9 български поети (2015 г., ИК „ПАН“)
- „С Цифрите в ръка“ Сборник стихотворения и гатанки. Автори Руми Райк, Костадин Костадинов и Калина Малина, съставител Валери Манолов (2015 г., ИК „ПАН“)
- „Уча плодове и зеленчуци с гатанки“ – Сборник. Автори Леда Милева, Руми Райк и Ангелина Жекова (2016 г., ИК „ПАН“)
- „Бързай, Дядо Коледа“ (2016 г., ИК „ПАН“)
- „Уча цифрите с гатанки“ – Сборник с гатанки. Автори Руми Райк, Костадин Костадинов и Ангелина Жекова (2016 г., ИК „ПАН“)
- „Най-хубавите стихотворения и гатанки за Коледа“ – Антология (2017 г., ИК „ПАН“)
- „Книга за първокласника“ – сборник, учебно помагало, автори Любомир Русанов и Цанко Лалев, с включени стихотворения от Иван Вазов, Елисавета Багряна, Калина Малина и Руми Райк (2017 г., ИК „ПАН“)
- „Уча цифрите и смятам – забавни задачи, игри и упражнения“ – учебно помагало от Костадин Костадинов, с включени стихотворения от Костадин Костадинов, Ангелина Жекова и Руми Райк (2019 г., ИК „ПАН“)
- „Златна книга за Коледа“ – Сборник с популярни български и преводни приказки, стихотворения и поеми за Коледа. Съставител Любомир Русанов (2019 г., ИК „ПАН“)

### Стихосбирки, енциклопедии и литература за възрастни
- „Графитени очи“ (1992 г., изд. „София Принт“)
- „Кървящо сърце“ (1998 г., изд. „Або Лимитид – РД“, печатница „Болид“)
- „Голяма книга – природните чудеса на България“ (2021 г., ИК „ПАН“)

### Сборници и антологии с поезия и проза
- „Очи за себе си“ – Сборник с проза и поезия – номинирани произведения от конкурса на „Хулите“ (2005 г., Изд. „Словото“)
- „Лирика 2010 – фестивал на поезията“ – Юбилейна Антология (2010 г., Изд. НДК)
- „Христоматия по религия – православие“ – христоматия, съставител ставрофорен иконом Захарий Дечев (2011 г., издателство „Димант“, Бургас)
- „12:21- Ръкописната книга“ – сборник съвременна женска поезия, с участието на поетесите Руми Райк, Станислава Станоева, Зорница Николова, Надежда Григорова и Таня Цветанова (издание на „Клуб 12“)
- Литературен Алманах „Бургас“ (2020 г., 2021 г.) – ежегодно издание на община Бургас и списание „Море“